# Tantek Çelik
Tantek Çelik là một nhà khoa học máy tính người Mỹ gốc Thổ Nhĩ Kỳ, hiện là trưởng nhóm tiêu chuẩn Web tại Tập đoàn Mozilla. Çelik từng là kỹ thuật viên trưởng của Technorati. Ông có công trong việc tạo ra vi định dạng và là một trong những biên tập viên chính làm một vài thông số kỹ thuật của các Tập tin Định kiểu Theo tầng (CSS). Ông chính là tác giả của cuốn sách nhan đề HTML5 Now: A Step-by-Step Video Tutorial for Getting Started Today (Voices That Matter) (ISBN 978-0-321-71991-1).

## Sự nghiệp
Çelik tốt nghiệp bằng cử nhân và thạc sĩ khoa học máy tính tại Đại học Stanford. Ông làm việc tại Microsoft từ năm 1997 đến năm 2004, đạt được thành tựu nhờ giúp dẫn dắt việc phát triển phiên bản Macintosh của Internet Explorer. Từ năm 1998 đến năm 2003, ông quản lý một nhóm các nhà phát triển phần mềm đã thiết kế và triển khai bộ công cụ kết xuất Tasman dành cho Internet Explorer trên Mac 5. Trong thời gian làm việc tại Microsoft, ông cũng từng là đại diện thay thế của họ (1998–2000) và sau đó là đại diện chính thức (2001–2004) cho một số nhóm làm việc tại World Wide Web Consortium (W3C); ông được ghi nhận về một số khuyến nghị liên quan đến XHTML và CSS là do công việc này.  Trong khi làm việc cho Microsoft, ông cũng đã phát triển ra phương thức "box model hack" được các nhà thiết kế web sử dụng để khắc phục lỗi box model của Internet Explorer.
Trước khi vào làm việc tại Microsoft, ông từng có thời gian làm qua nhiều cương vị kỹ sư phần mềm tại các hãng Sun Microsystems, Oracle Corporation và Apple Computer. Trong suốt bốn năm làm việc tại Apple Computer (1992–1996), ông đã dành phần lớn thời gian cho dự án OpenDoc, đầu tiên với tư cách là nhà phát triển phần mềm cấp cao và sau đó là trưởng nhóm kỹ thuật.  Năm 1996, ông rời Apple để thành lập công ty tư vấn và phát triển phần mềm chuyên về việc phát triển OpenDoc, mang tên 6prime, với một trưởng nhóm kỹ thuật OpenDoc khác là Eric Soldan, tuy nhiên vào năm 1997, Aladdin Systems đã mua sản phẩm chính REV của 6prime phát hành sản dưới dạng Flashback.
Tại Technorati, ông đã dẫn đầu việc áp dụng hỗ trợ các tiêu chuẩn tốt hơn (bao gồm cả vi định dạng) trong toàn công ty, bao gồm cả diện mạo trang trước website của họ. Çelik cũng tham gia vào phần khởi tạo bài viết về cuộc Bầu cử năm 2004 đặc biệt trên trang web, bao gồm cả việc viết nên phiên bản đầu tiên. Ông đóng vai trò là người sáng lập ra nhóm Global Multimedia Protocols Group.
Kể từ tháng 12 năm 2010, Çelik bắt đầu hoạt động ở IndieWebCamp, một nỗ lực phối hợp cả cộng đồng gồm toàn các chuyên gia công nghệ nhằm xây dựng các công cụ bổ sung và cuối cùng cung cấp một giải pháp thay thế cho các dịch vụ mạng xã hội như Twitter và Facebook. Bên cạnh đó, Çelik hiện là chủ sở hữu của tài khoản @T trên Twitter.